# ブリギッツ・クノップフ
ブリギッツ・クノップフ (Brigitte Knopf, 1972年8月28日 - ) は、ドイツの女性気象学者である。2015年2月以降、彼女はグローバルコモンズと気候変動に関するメルカトル研究所（MCC）の総長を務め、2020年9月1日以降、気候問題に関する専門家評議会（Expertenrat für Klimafragen）のメンバーを務める。IPCC第5次評価報告書（2014）の著者の1人。

## 研究
最近では、クノップフの研究は、とりわけパリ協定の実装に関係している。彼女は炭素価格(カーボン・プライシング）と 国連持続可能な開発目標（SDGs）に資金を提供しながら気候を保護する方法についても研究している。
気候危機の解決策についての公開討論で、クノップフは炭素排出量に対する炭素価格を提唱している。彼女は、「化石補助金を削減することに加えて、そのような改革には効果的な炭素価格を含める必要があります。」と述べて、ドイツおよび国際的に持続可能な金融改革を呼びかけている。彼女は、「化石燃料の補助金を廃止することに加えて、そのような改革には効果的な炭素価格を含める必要があります。」と述べて炭素価格からの収入が他の税金を下げるために使われるかもしれないと主張する。
Knopfは、IPCC第5次評価報告書（2014）の著者の1人である。彼女はまた、2018年の排出ギャップレポートの著者の一人である。